# Ghost (hudební skupina)
Ghost je švédská hard rocková hudební skupina založená v roce 2006 ve městě Linköping. Debutové album Opus Eponymous, které vydala v roce 2010, bylo nominováno na švédskou cenu Grammis v kategorii Nejlepší hardrockové/metalové album. Dále následovaly desky Infestissumam (2013) a Meliora (2015). Obě alba získala cenu Grammis, stejně tak jako EP extended play Popestar (2016).
Identita členů skupiny byla od vzniku Ghost až do roku 2017 neznámá, kromě zpěváka se všichni prezentují pod pseudonymem Nameless Ghoul a na koncertech vystupují v identických kostýmech. Zpěvákův pseudonym je Papa Emeritus a jako jediný během živých vystoupení nosí odlišný kostým. V roce 2016 došlo ve skupině k rozkolu a k odchodu všech členů kromě zpěváka. Zároveň také vyšlo najevo, že se ve skupině několikrát měnili její členové. Jako první svoji identitu v roce 2017 prozradil rytmický kytarista Martin Persner, na něhož navázali další čtyři členové skupiny: klávesista Mauro Rubino, baskytarista Henrik Palm, bubeník Martin Hjertstedt a sólový kytarista Simon Söderberg. Tito čtyři hudebníci zároveň prozradili, že pod pseudonymem Papa Emeritus se skrývá zpěvák Tobias Forge a podali na něj žalobu, jelikož je údajně okrádal o jejich podíly ze zisků. Forge později svoji identitu potvrdil a oznámil, že se nejedná o konec kapely. V červnu 2018 bylo vydáno čtvrté studiové album, které se jmenuje Prequelle.

## Historie

### Začátky (2006–2010)
Skupina byla založena v roce 2006 zpěvákem Tobiasem Forgem, který si na pomoc přizval své přátele a kolegy z předešlých skupin. Již od začátku byla skupina koncipována jako „temná a satanistická“. Spolu členové nahráli několik demo verzí písniček, konkrétně čtyři (Ritual, Elizabeth, Prime Mover a Death Knell). Všechny písničky se hned po svém vydání těšily úspěchu. Skupina byla ihned kontaktována několika nahrávacími studii ke spolupráci. Ke stávajícím čtyřem písničkám bylo přidáno ještě dalších pět a vzniklo tak album Opus Eponymous.

### Opus Eponymous (2010–2012)

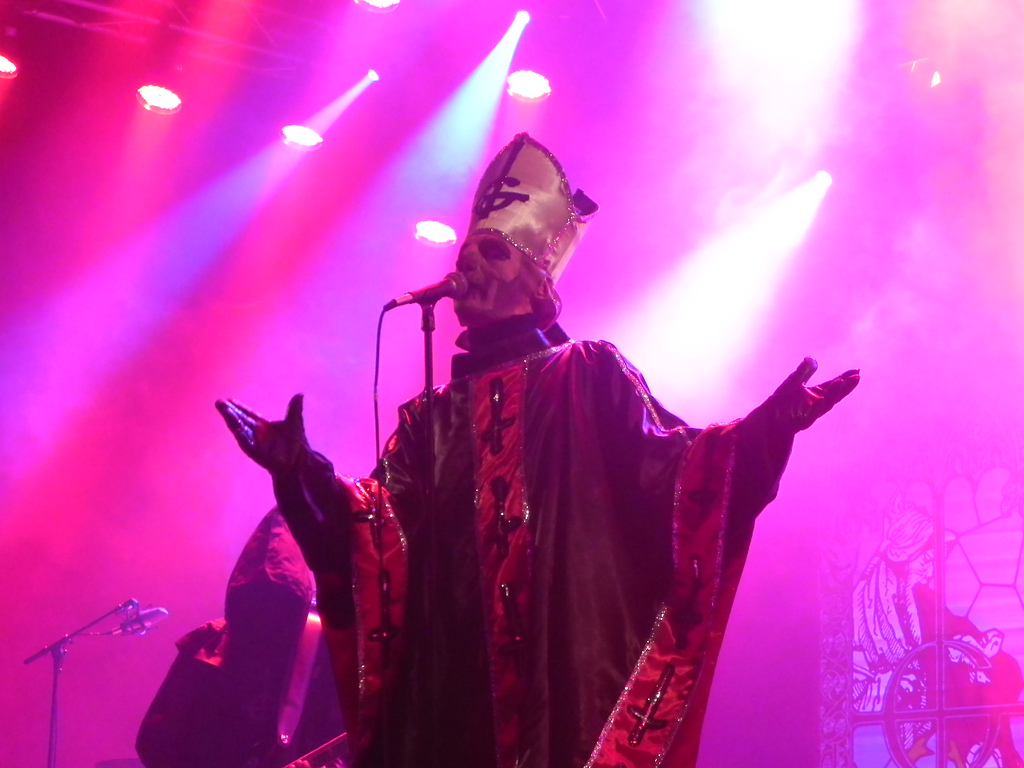
Papa Emeritus I na festivalu (2011)

Oficiální debutové album Opus Eponymous se skládá z devíti písniček. Písničky většinou obsahují satanistické a antikristní motivy, jako například pohrdání Kristem a vyzývání okultismu. V tomto albu byly zároveň představeny postavy Papa Emeritus (později Papa Emeritus I/Primo) na pozici zpěvu, hraný Forgem a Nameless Ghouls, zbylí členové skupiny hrající na nástroje. Skupina s albem poprvé vystoupila na festivalu ve městě Würzburg, kde kapela byla přijata poměrně bez povšimnutí a sám Forge později řekl, že si koncert ani neužil. První „skutečný koncert“ Ghostu se odehrál až v říjnu 2010 v Londýnském Camden Town. Jednalo se o vystoupení, kde se počítalo, že diváci zakupují vstupenku na Ghost a v důsledku byli také velmi pozitivně přijati. Diváci až doposud vlastně nevěděli jak skupina vypadá, a tak se v publiku ozvalo velké překvapení a úžas, když Papa Emeritus vstoupil na pódium. Album bylo v roce 2011 nominováno na cenu Grammis za nejlepší metalové album roku, kterou však nevyhrálo. Touto nominací každopádně dalo základ velmi úspěšné kariéře Ghostu.

### Infestissumam (2013–2015)

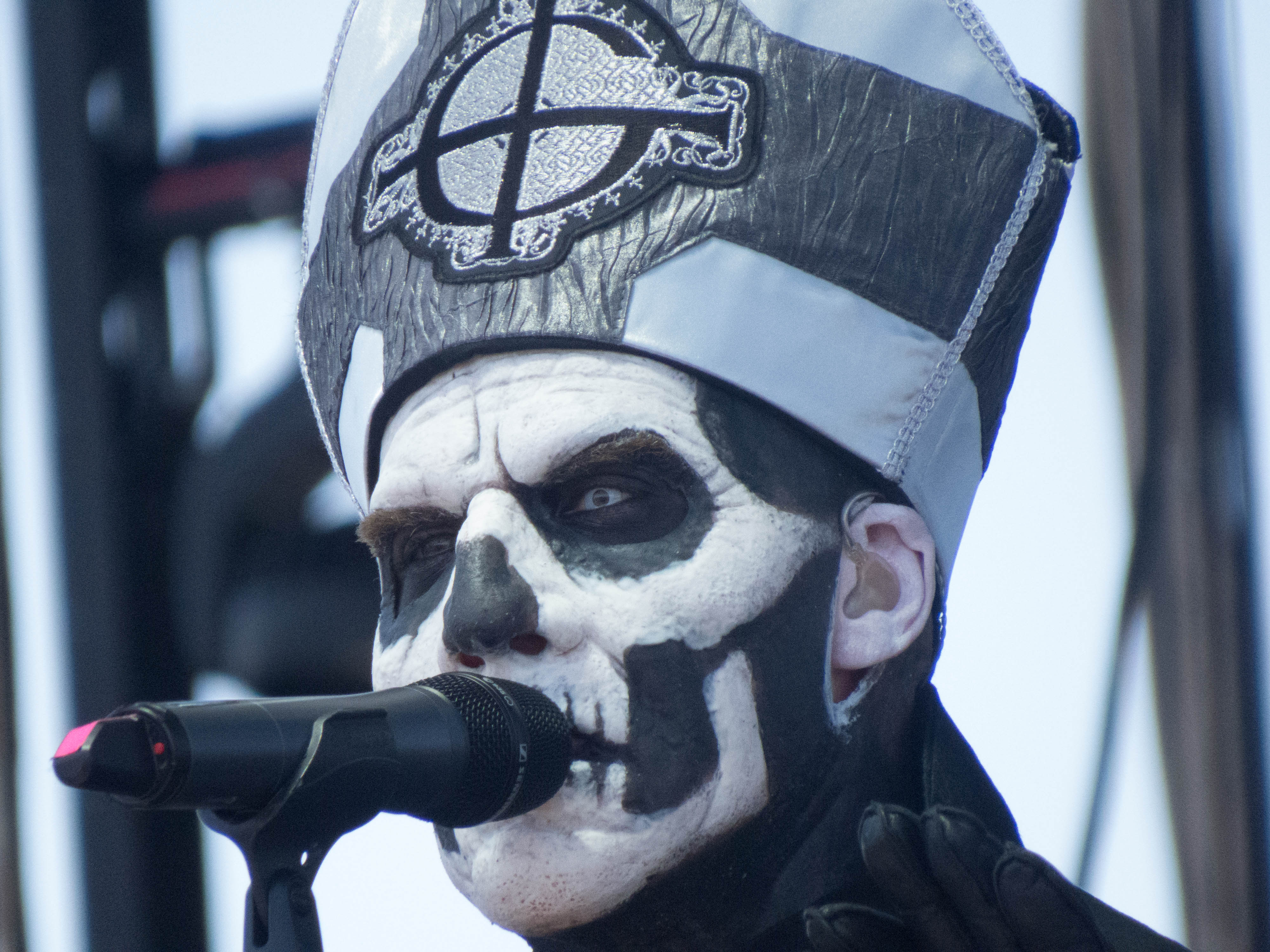
Papa Emeritus II (2013)

Jedná se o druhé album, nesprávně v latině napsáno „nejnebezpečnější“ v referenci na Antikrista. Album se opět dočkalo velkého úspěchu. Jenže si tímto albem přišli i obtíže. Skupina měla v plánu s vydáním alba vyjet na tour s kapelami Enslaved a Alcest, jenže došlo k neporozumění mezi nahrávací společností a kapelou, a tak muselo být vydání posunuto. Když v roce 2012 došlo k nahrávání alba, nastali další problémy. Skupina se rozhodla nahrávat v oblasti Nashvillu, kde však ale nikdo nechtěl nazpívat doprovodné chorály se satanistickým námětem. Skupina se tak rozhodla vydat do Hollywoodu, kde s tím už problém nikdo neměl. Album vyšlo v dubnu 2013. První singl z alba Secular Haze byl představen s předstihem v prosinci 2012 při do té doby zvláštní akci. Po dozpívání písničky Elizabeth skupina zahrála rozlučkovou písničku pro Papu Emerita a na pódium přišel nový papež. Jednalo se o Papu Emerita II, kterýmu Papa Emeritus předal mikrofon a navzájem se pozdravili. Od té doby se původní postavě říká Papa Emeritus I a tak začal celý příběh Ghostu. Papa Emeritus II/Secondo opět kapele zajistil velký úspěch. Začali vystupovat na ještě větších akcích něž předtím a neminula je ani nominace na cenu Grammis 2014, kterou vyhráli. 

#### If you have Ghost (2013)
V listopadu 2013 Ghost vydal svůj první extended play, který obsahuje převážně coververze jiných písniček různých žánrů.

### Meliora (2015–2018)

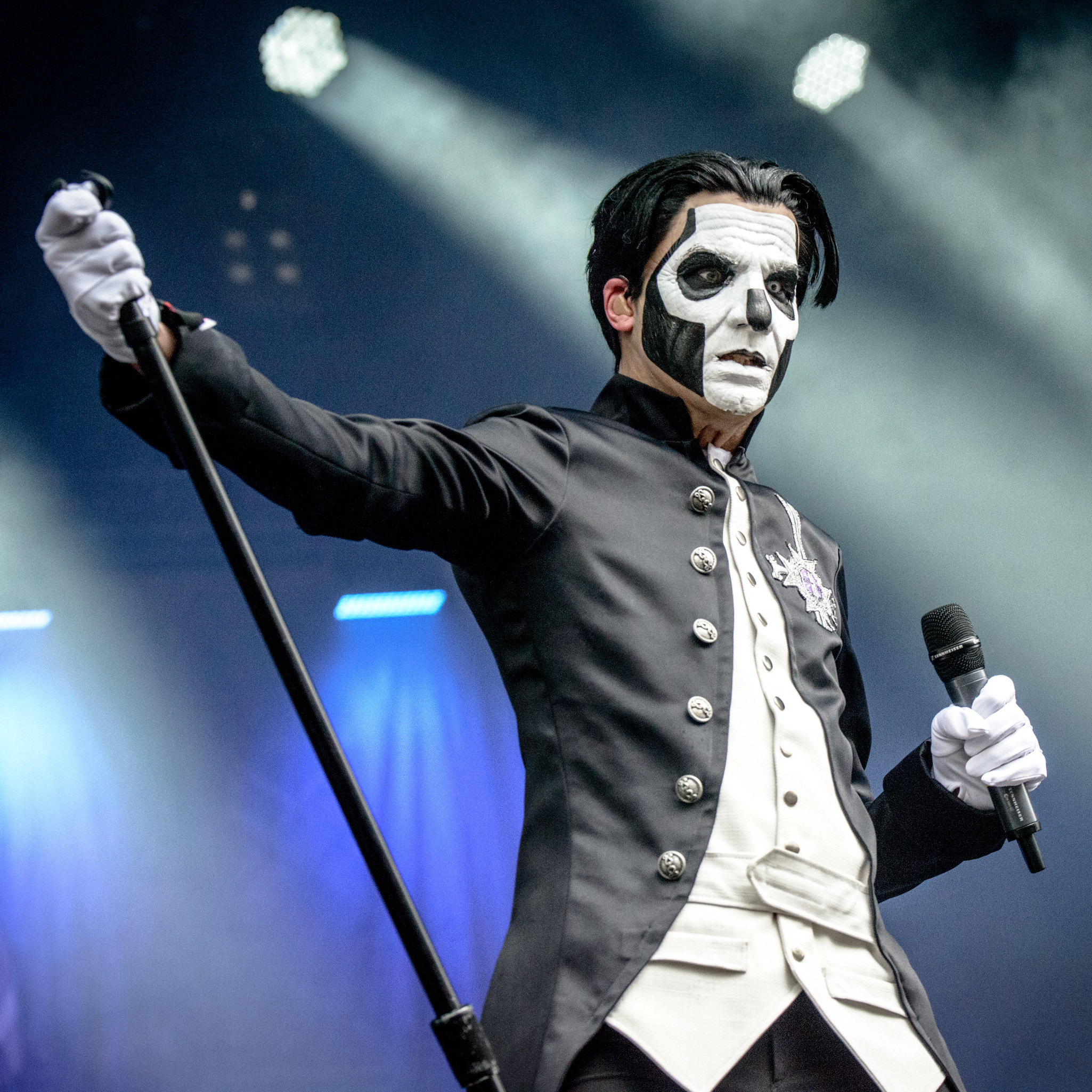
Papa Emeritus III (2016)

Třetí vydané album se sebou přineslo opět několik změn. Při posledním koncertu podporující album Infestissumam ve městě Linköping, byl odhalen pouze o tři měsíce mladší Papa Emeritus III, kterému byla hlavní role opět předána pomocí předání mikrofonu. Po předání zazpíval písničku From The Pinnacle To The Pit. Zároveň byla představena nová postava Sister Imperator, která působí jako vedoucí tajemné organizace za celou skupinou s názvem Clergy. Právě tato organizace měla mít co dočinění s odendáním Papy Emerita II, kvůli jeho neprofesionalitě a špatnému zacházení. Název Meliora je latinsky přeloženo „lepší“, což má odkazovat na absenci Boha a tím pádem svobodě. I přes toto téma celé album působí méně satanisticky než dvě předchozí. Tento motiv je vyobrazen v písničce Deus In Absentia (doslova Bůh v absenci). Celé album sklidilo velký úspěch a nejznámější písnička Cirice byla nominována na americkou cenu Grammy 2016 za nejlepší heavy metalovou písničku roku, kterou vyhrála a Ghost si tak mohl přičíst svojí první cenu Grammy. Zároveň byla také nominována na švédskou cenu Grammis 2016, kterou také vyhrála. Dále také obsahuje písničky jako jsou Majesty a Absolution. Ghost zároveň nabírá v tomto období velkou popularitu a z malých sálů se dostává k zaplňování i menších hal. V roce 2017 nastává velký zvrat. Všichni členové zažalovali zpěváka Tobiase Forge za nespravedlivé podmínky a dělení peněz ze skupiny. Zároveň všichni odhalují svojí identitu a na povrch se dostává, že za všemi dosavadními Papy stojí právě Forge, který pouze měnil role. Žaloba však byla zamítnuta a Forge musel hledat nové členy do skupiny. To se mu povedlo a oznámil, že se nejedná o konec. Na konci roku 2017 při koncertu v Göteborgu byl Papa Emeritus III odvlečen dvěma neznámými muži z pódia a chvíli potom vstoupil starý papež vedený dvěma dalšími muži, který se představil jako Papa Emeritus Nihil (latinsky nula/nic). Při svém příchodu pronesl: „I am Papa Emeritus Zero, the party is over. The middle ages have begun“. Tím ukončil éru Papy Emerita III.

#### Popestar (2016)
V září 2016 vydal Ghost svůj druhý extended play. Opět se jednalo o sbírku coververzí na různé písničky. Obsahoval také písničku Square Hammer, která byla originální a přicházela i s videoklipem. Až do nedávna se jednalo o nejznámější písničku Ghostu, které se povedlo nasbírat 110 milionů zhlédnutí (únor 2025).

##### Ceremony and Devotion (2016)
Jedná se o první koncertní album, které obsahuje živé podaní písniček z koncertu.

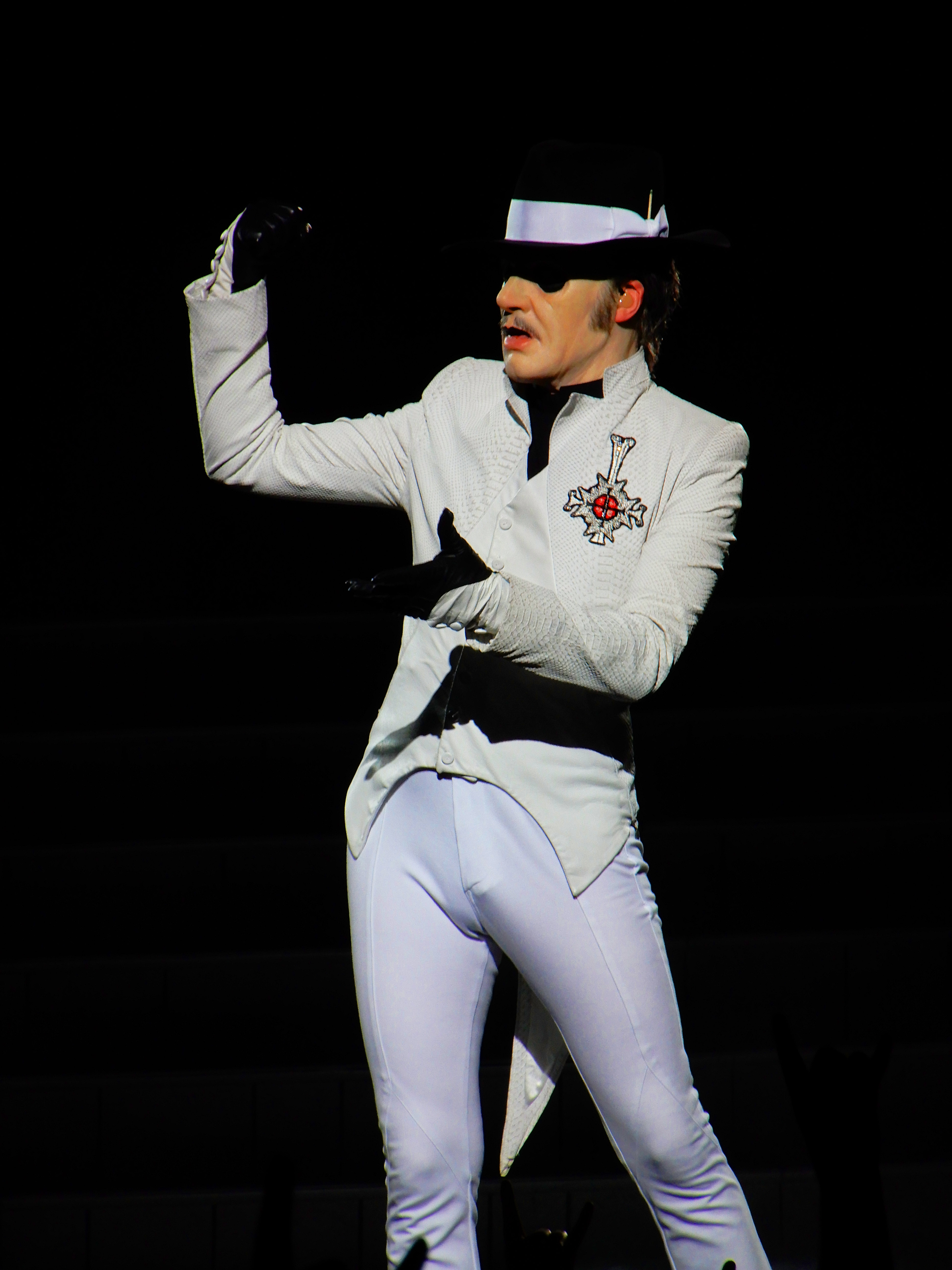
Cardinal Copia při vystoupení (2019)

### Prequelle (2018–2020)
Se čtvrtým albem poprvé nastalo období, kdy se nevědělo kdo je vůdcem Ghostu. Papa Emeritus III byl odvlečen a nová postava nebyla zatím odhalena. V březnu 2018 byla představena hlavní budova The Clergy s názvem The Ministry. Zároveň bylo ukázáno, že Sister Imperator a Papa Nihil mají mezi sebou jakési pouto a vztah. Ghost začal s natáčením krátkých videí ohledně celého příběhu a v druhé kapitole těchto videí s názvem Chapter Two: The Cardinal byl představen nový zpěvák Cardinal Copia. Jako zatím kardinál nenosil typický make-up lebky, který byl určen pouze pro titul Papa. Copia byl prezentován jako z neurozeného původu, že není členem rodokmenu. Tím bylo odhaleno, že bývalí Papové jsou ve skutečnosti syny Papy Nihila. Zároveň v březnu 2018 byly zabiti injekcí všichni tři bývalí Papové a tak se Copia stal jediným žijícím člověkem, co kdy v Ghostu zpíval. Copia se poměrně dost lišil od předešlých Papů, jak ve svém chování, tak i v písničkách. Téma přestávalo být satanistické, i když pořád se z části točilo kolem Antikrista. Copia využíval ve videoklipech tanec, co bylo doposud vlastně neznámé u Ghostu. Copia také vystupoval jako trochu zdětštělý a zmatený oproti ostatním a celá skupina s ním vypadala o něco jinak. Počet Ghoulů se také změnil z pěti až na sedm a poprvé v Ghostu byly použity živé tzv. backing vocals. Copia nazpíval spoustu populárních písniček jako Dance Macabre nebo Rats. Písnička Rats má speciální význam, pokrývá totiž dvě témata. Jednak vyjadřuje téma celého alba, což je mor, a druhak v ní Forge naráží na bývalé členy, kteří na něj podali bezdůvodnou žalobu. Celá skupina se opět stala slavnější a dokázala zaplnit i středně velké arény pro 10 tisíc lidí. Také pod vedením Copii poprvé vystoupila v Praze roku 2018 při podpoře Metallicy. Nejednalo se o plánovaný koncert Ghostu, ten se uskutečnil až o rok později, kdy kapela opět zavítala do Prahy. Skupina se  opět přiblížila víc k divákům právě vydáváním krátkých videích o příběhu. Při posledním koncertu v Mexico City v roce 2020 přišla opět změna. Při saxofonovém sólu zemřel Papa Nihil a na pódium vjel Copia na tříkolce. Po zahrání písničky Arrival od Abby, byl Copia obklopen několika Sisters of Sin (postavy vyskytující se již od druhého alba, temné jeptišky) a byl vysvěcen na Papu Emerita IV. Tím mu byl živě dán make-up lebky.

#### Seven Inches Of Satanic Panic (2019)
V září 2019 Ghost vydal svůj již v pořadí třetí extended play, který na rozdíl od předchozích obsahoval pouze originální písničky. Těmi jsou Kiss The Go Goat a Mary On A Cross. Právě písnička Mary On A Cross je neznámější písničkou od Ghostu, které se povedlo získal 120 milionů zhlédnutí (únor 2025). Kiss The Go Goat se takové popularity nedočkala, ale pořád je mezi komunitou dobře známá.

### Impera (2020–2023)
Páté album přišlo víceméně beze změny. Poprvé v historii Ghostu se však stalo, že stejná postava figuruje ve dvou albech. Cardinal Copia, nyní jako Papa Emeritus IV je totiž hlavní postavou i v albu Impera. Papa Emeritus IV měl v rámci příběhu plastickou operaci obličeje, nechal si změnit tvar brady a odendal si postranní vousy a knír. Zároveň do skupiny přibyl nový devátý člen – Ghoul. Sám Forge popsal toto album jako vzestup a pád říší. Album dostalo velmi povznesený doprovod v podobě trumpet, které právě mají symbolizovat jakousi říši. Hudebně se opět přiblížilo původním albům. Nabylo totiž opět hard rockový styl, který byl v album Prequelle někdy lehce opomíjen. V příběhu je nově představena postava Mr. Psaltariana, který má zatím ne moc známé přátelství s Papou Nihilem. Papa Nihil od své smrti vystupuje jako duch, který se však chová jako normální člověk.

#### Phantomime (2023)
Jedná se o čtvrtý extended play, který obsahuje opět pouze coververze jiných písní.

#### Rite Here Rite Now (2024)
Na začátku roku 2024 po poslední odehrané show Papy Emerita IV, která se obešla bez jakékoliv velké ceremonie, byl oznámen film o celé skupině. Film obsahoval živé podání koncertu z Inglewoodu v Kalifornii. Ve filmu se dozvídáme, že Papa Emeritus IV (Cardinál Copia) je nemanželským synem Papy Nihila a Sister Imperator. Ta sama na konci filmu umírá a po dlouhém vedení The Clergy předává titul svému synovi a stává se z něj Frater Imperator. Zároveň je odhalena nová písnička s názvem The Future Is A Foreign Land, která je třetí písničkou původně zpívanou Papou Nihilem v roce 1969 (společně s písničkami z Seven Inches Of Satanic Panic). Písničky z filmu jsou uspořádány do druhého koncertního alba se stejným názvem. Po konci koncertu je ve filmu vidět Frater Imperator, Sister Imperator a Papa Nihil, jak očekávají příchod nového frontmana. V ten moment však film končí a pokračování je vydáno až o tři měsíce později v Chapter 18: What A Fiasco!, kde se však novému frontmanovy zaseknou dveře. Pro uklidnění situace Frater Imperator oznamuje nové tour na rok 2025, kdy má Ghost vystoupit 11.5. i v Praze.

### Skeletá (2025)

#### V is coming (2025)
Na upoutávce k poslednímu koncertu skupiny Black Sabbath byl napsán i Papa V Perpetua, který má zastupovat skupinu Ghost. Právě tak se nejspíš bude jmenovat i nový frontman. O asi dva týdny později Ghost vydal na své sociální sítě příspěvek „V is coming“ (V přichází). 5. března 2025 Ghost vydal videoklip k písničce Satanized a dodal, že nové album s názvem Skeletá (latinsky kostry) vyjde 25. dubna. Zároveň byl odhalen obsah celého alba, které má 10 písniček. O 5 týdnů později, 11. dubna vyšel druhý videoklip k písničce Lachryma, kde byl k vidění i Papa V Perpetua. V epizodě Chapter 20: Arrival Of A Secret Agentbylo řečeno, že Frater Imperator a Papa V Perpetua jsou dvojčata, což vysvětluje další záhadu příběhu. Během rozhovorů Forge řekl, že pokud je důvodem, proč fanoušci poslouchají skupinu příběh, tento element může brzy zmizet. Tímto naznačil možný konec příběhu ohledně celé skupiny. Nic ale nebylo potvrzeno a příběh zatím stále pokračuje. 16. dubna začalo tour s názvem Skeletour. Na celém turné platí zákaz natáčení telefony, které jsou uschovány v pouzdrech, které mají fanoušci u sebe. Avšak hned den po prvním koncertu v Manchesteru, byly zveřejněny fanoušky natočené audio záznamy písniček Peacefield a Umbra.

## Seznam zpěváků
| Představitel | Jméno zpěváka                      | Obrázek | Roky působení            | Nahrávky                                                       | Poznámky |
| ------------ | ---------------------------------- | ------- | ------------------------ | -------------------------------------------------------------- | --- |
| Tobias Forge | Papa Emeritus (I)                  |         | 2010–2012                | Opus Eponymous                                                 | První Papa Emeritus, nejstarší syn Papa Nihila. Svůj koncertní debut odehrál 23. října 2010 během festivalu Hammer of Doom v německém Würzburgu. V roce 2012 odešel do důchodu, byl zavražděn a jeho tělo bylo uloženo do vystavené rakve v muzeu kapely. |
| Tobias Forge | Papa Emeritus II                   |         | 2012–2015                | Infestissumam · If You Have Ghosts (EP)                        | Druhorozený syn Papa Nihila, zpěvákem kapely se stal po odchodu jeho staršího bratra na koncertu 15. prosince 2012 ve švédském Linköpingu. Stejně jako jeho bratr byl zavražděn a mumifikován. |
| Tobias Forge | Papa Emeritus III                  |         | 2015–2017                | Meliora · Popestar (EP) · Ceremony and Devotion (live)         | Třetí syn Papa Nihila, o tři měsíce mladší než jeho předchůdce - bratr Papa E. II. Předávání zpěváckých povinností opět proběhlo na pódiu (3. června 2015 - švédském Linköpingu). S kapelou nahrál historicky první koncertní album, zanedlouho byl však nemilosrdně odvlečen z pódia, zbaven funkce zpěváka a později stejně jako jeho starší bratři zavražděn. |
| Tobias Forge | Cardinal Copia                     |         | 2018–2020                | Prequelle                                                      | První zpěvák kapely nepocházející ze stejné rodové linie, nemanželský syn Papa Nihila a sestry Imperator. V roce 2020 se podrobil plastické operaci obličeje a byl slavnostně uveden do úřadu jako Papa Emeritus IV. (viz. níže). |
| ?            | Papa Nihil                         |         | (1969) · 2018–2020, 2024 | Seven Inches of Satanic Panic (EP) · Rite Here, Rite Now (OST) | Byl prvním (pozapomenutým) zpěvákem kapely Ghost už v roce 1969. Poprvé se v souvislosti s kapelou (po několika letech) objevil na pódiu v roce 2017, kdy promluvil k publiku, poté co byl z pódia odvlečen Papa Emeritus III. Papa Nihil se tedy jako host do skupiny vrátil a vystupoval s kapelou (na saxofon) při instrumentální skladbě "Miasma" v letech 2018–2020. V roce 2020 však při sólování zemřel a nadále kapelu podporoval coby duch. V roce 2019 mu (po padesáti letech) vyšlo singlové EP Seven Inches of Satanic Panic. Objevil se také ve filmu Rite Here, Rite Now. |
| Tobias Forge | Papa Emeritus IV/ Frater Imperator |         | 2020–2024                | Impera · Phantonmime (EP) · Rite Here, Rite Now (OST)          | V roce 2020 byl povýšen na Papa Emerita IV. S kapelou nazpíval jedno studiové album, jedno EP cover verzí a své koncertní působení završil ve filmu Rite Here, Right Now, poté byl opět povýšen na Fratera Imperatora, coby hlavu "duchovenstva". |
| Tobias Forge | Papa V Perpetua                    | –       | 2025–                    | Skeletá                                                        | Nový frontman kapely, s kapelou vydá nové album a představí se na novém světovém turné, kde nebude možné pořizovat audiovizuální materiál. |

## Diskografie

#### Studiová alba
- Opus Eponymous (2010)
- Infestissumam (2013)
- Meliora (2015)
- Prequelle (2018)
- Impera (2022)
- Skeletá (2025)

#### Kompilace
- 13 Commandments (2023)

Koncertní alba
- Ceremony and Devotion (2017)

EP
- If You Have Ghost (2013)
- Popestar (2016)
- Phantomime (2023)